# Асаф, Симха
Симха Аса́ф (ивр. שמחה אסף‎; урожд. Симха Осовский) (родился 8 июля 1889, Любань — 18 октября 1953, Иерусалим) — израильский историк, исследователь раввинистической литературы. Судья Верховного суда Израиля (1949).
Автор многочисленных трудов по исследованию литературы периода гаонов, истории еврейского права, средневековой еврейской культуры и истории евреев в Палестине.

## Биография
Родился в местечке Любань, Бобруйского уезда, Минской губернии. Его родители — Иехуда-Зеэв Осовский и его жена Фейга Эпштейн.
Получил религиозное образование в иешиве города Тельшяй, получил звание раввина в 1910 году. После чего работал по специальности в своем родном местечке, а также в Минске.
В 1914 году переезжает в Одессу, и начинает преподавать Талмуд в Высшей школе иудаизма. С 1915 по 1919 годы возглавлял это учебное заведение.
Женился на Ханне Иерусалимской, дочери раввина Нехемии Иерусалимского.
В 1921 году переезжает в подмандатную Палестину, поселяется в Иерусалиме, где возобновляет преподавательскую деятельность, поступив в учительскую семинарию Мизрахи на должность преподавателя Талмуда.
Когда в 1925 году открылся Иерусалимский университет он стал одним из его преподавателей, читая лекции по литературе и истории периода гаонов. Позже возглавил Институт иудаистики, а в 1948-1950 годах работал ректором университета.
В 1931–43 годах работал в Собрании депутатов еврейского ишува, а также в его исполнительном органе Вааде Леуми. Был членом партии Мизрахи.
Являясь специалистом по еврейскому праву, был назначен одним из первых членов Верховного суда Израиля. Несмотря на то, что в отличие от других судей он не имел юридического образования. Дина Зисерман-Бродская, преподаватель Открытого университета Израиля и политолог, пишет, что общество восприняло назначение Асафа, как политическое. Однако своей работой он показал обратное.
Электронная еврейская энциклопедия указывает, что он внёс большой вклад в введение еврейского права в право израильское.
В браке имел дочь Ханну.

Скончался 18 октября 1953 в Иерусалиме.